# 長野県の県道一覧
長野県の県道一覧（ながのけんのけんどういちらん）は、長野県を通る県道の一覧である。

## 歴史
長野県道が正式に定められたのは1919年（大正8年）の旧道路法に基づき1920年（大正9年）に認定された府県道57路線が最初である。その後も路線の追加認定や改廃が行われているが、長野大町線や長野停車場線といった区間の変更があったものの現在でもそのまま残存する県道も存在する。1959年（昭和34年）8月1日には路線が大きく見直され、1952年（昭和27年）の新道路法に基づいて認定された路線以外のほとんどである335路線がその時に廃止され、新規に286路線の県道が認定された。現在の県道の半数近くは、この時に認定された路線であるが、前記の長野大町線などは、この1959年（昭和34年）の改廃を免れた路線である。
長野県道は、大正 - 昭和20年代までの認定告示の際、すべての路線が「一、○○線」と表記されていたが、1953年（昭和28年）の認定時から整理番号が明記されるようになった。1959年（昭和34年）認定の路線は改めて整理番号が割り当てられたが、その順番はおおよそ北信、北南安曇、東信北部、中信（松本周辺）、南佐久、諏訪、上伊那、西筑摩（現在の木曽）、下伊那と、北から順にというものであった。その後1972年（昭和47年）から1973年（昭和48年）に路線番号が導入されたが、一般県道の路線番号は整理番号の順番とは異なり、東信、南信、中信、北信の順に番号が割り当てられた。ただし、100番台の最初は県境越の路線が優先的に割り当てられている。
主要地方道の路線番号については、1993年（平成5年）の主要地方道の新たな指定を受けて、1994年（平成6年）4月1日に隣県と路線番号を一致させるため路線番号の変更が行われている。この際に変更になった路線として中津川山口線（72番→6番）、高根富士見線（7番→11番）、飯山斑尾新井線（69番→97番）などがある。
平成の大合併により多くの自治体が消滅し、路線名をその合併に則して変更する都道府県も多いが、長野県道は千曲建設事務所に関連する県道および越県路線以外では基本的に路線名の変更を行っていない。例えば越県路線であった「東部嬬恋線」は「東御嬬恋線」に改められたが、「真田東部線」は路線名の変更がされていない。

## 主要地方道
- 1 長野県道1号飯田富山佐久間線

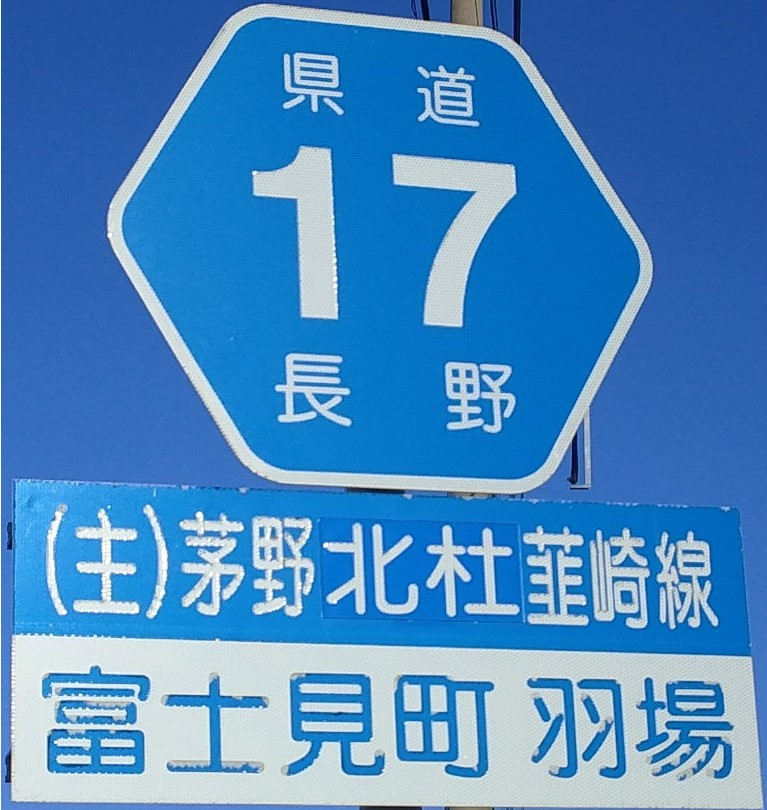
長野県道における主要地方道の路線番号標識（路線名称の前に「（主）」が表記されている。）

- 2 長野県道2号川上佐久線 （1994年4月1日認定 - 現在）
  - ※ 1983年1月17日廃止 - 1994年4月1日認定：（欠番）
  - ※  - 1983年1月17日廃止：上矢作平岡停車場線
- 3 （欠番）
  - ※  - 1993年4月1日廃止：福岡南木曽線 （→国道256号の一部）
- 4 長野県道4号真田東部線 （1994年4月1日改正 - 現在）
  - ※ 1976年10月14日廃止 - 1994年4月1日改正：（欠番）
  - ※  - 1976年10月14日廃止：高山木曽福島線
- 5 長野県道5号乗鞍公園線 （全線岐阜県管理のため、実質的な欠番）
- 6 長野県道6号中津川田立線 （2010年12月24日改正 - 現在）
  - ※ 1994年4月1日改正 - 2010年12月24日改正：中津川山口線
  - ※  - 1994年4月1日改正：茅野小淵沢韮崎線 （→長野県道17号茅野小淵沢韮崎線へ）
- 7 長野県道7号中津川南木曽線 （1994年4月1日改正 - 現在）
  - ※ 1981年10月15日変更 - 1994年4月1日改正：高根富士見線 （→長野県道11号高根富士見線へ）
  - ※  - 1981年10月15日変更：八ケ岳公園下蔦木線
- 8 長野県道8号飯田南木曽線 （1994年4月1日変更 - 現在）
  - ※ 1976年10月14日廃止 - 1994年4月1日変更：（欠番）
  - ※  - 1976年10月14日廃止：大鹿水窪線（→国道152号の一部）
- 9 長野県道9号佐久軽井沢線
- 10 長野県道10号設楽根羽線
- 11 長野県道11号北杜富士見線 （2004年11月1日変更 - 現在）
  - ※ 1994年4月1日改正 - 2004年11月1日変更：長野県道11号高根富士見線 （→現路線）
  - ※ 1993年4月1日廃止 - 1994年4月1日改正：（欠番）
  - ※  - 1993年4月1日廃止：上田茅野線 （→国道152号の一部）
- 12 長野県道12号丸子信州新線
- 13 長野県道13号岡谷停車場線
- 14 長野県道14号下諏訪辰野線
- 15 長野県道15号飯島飯田線 （1994年4月1日改正 - 現在）
  - ※ 1982年9月13日廃止 - 1994年4月1日改正：（欠番）
  - ※  - 1982年9月13日廃止：茅野佐久町線 （→国道299号の一部）
- 16 長野県道16号岡谷茅野線
- 17 長野県道17号茅野北杜韮崎線 （2006年3月16日変更 - 現在）
  - ※ 1994年4月1日改正 - 2006年3月16日変更：茅野小淵沢韮崎線（→現路線）
  - ※ 1993年4月1日廃止 - 1994年4月1日改正：（欠番）
  - ※ 1976年10月14日認定 - 1993年4月1日廃止：伊那高遠線 （→国道361号の一部）
  - ※  - 1976年10月14日廃止：伊那茅野線
- 18 長野県道18号伊那生田飯田線
- 19 長野県道19号伊那辰野停車場線
- 20 長野県道20号開田三岳福島線 （1994年4月1日改正 - 現在）
  - ※ 1976年10月14日廃止 - 1994年4月1日改正：（欠番）
  - ※  - 1976年10月14日廃止：伊那日義線
- 21 長野県道21号飯田停車場線
- 22 長野県道22号松川大鹿線 （1976年10月14日認定 - 現在）
  - ※  - 1976年10月14日廃止：飯田高遠線
- 23 長野県道23号松本停車場線
- 24 長野県道24号上高地公園線
- 25 長野県道25号塩尻鍋割穂高線
- 26 長野県道26号奈川木祖線
- 27 長野県道27号松本空港塩尻北インター線 （1994年4月1日改正 - 現在）
  - ※ 1982年9月13日廃止 - 1994年4月1日改正：（欠番）
  - ※  - 1982年9月13日廃止：白馬長野線 （→国道406号の一部）
- 28 （欠番）
  - ※  - 1993年4月1日廃止：更埴明科線 （→国道403号の一部）
- 29 長野県道29号中野豊野線
- 30 （欠番）
  - ※  - 1993年4月1日廃止：中野更埴線 （→現在国道403号の一部）
- 31 長野県道31号長野大町線
- 32 長野県道32号長野停車場線
- 33 長野県道33号白馬美麻線 （1994年4月1日改正 - 現在）
  - ※ 1982年9月13日廃止 - 1994年4月1日改正：（欠番）
  - ※  - 1982年9月13日廃止：長野須坂線 （→国道406号の一部）
- 34 長野県道34号長野菅平線
- 35 長野県道35号長野真田線
- 36 長野県道36号信濃信州新線
- 37 長野県道37号長野信濃線
- 38 長野県道38号飯山野沢温泉線
- 39 長野県道39号奈川野麦高根線 （1976年10月14日改正 - 現在）
- 40 長野県道40号諏訪白樺湖小諸線 （1976年10月14日認定 - 現在）
- 41 （欠番）
  - ※ 1976年10月14日改正 - 1994年4月1日改正：上越飯山線 （→長野県道95号上越飯山線へ）
- 42 （欠番）
  - ※ 1976年10月14日認定 - 1993年4月1日廃止：津南秋山長野原線 （→国道405号の一部）
- 43 長野県道43号下仁田軽井沢線
- 44 長野県道44号下仁田浅科線 （1976年10月14日認定 - 現在）
- 45 長野県道45号扇沢大町線 （1994年4月1日認定 - 現在）
  - ※ 1982年9月13日廃止 - 1994年4月1日改正：（欠番）
  - ※  - 1982年9月13日廃止：須坂菅平線 （→国道406号の一部）
- 46 長野県道46号阿南根羽線 （1976年10月14日改正 - 現在）
- 47 （欠番）
  - ※ 1976年10月14日認定 - 1994年4月1日改正：飯山妙高高原線 （→長野県道96号飯山妙高高原線へ）
- 48 長野県道48号松本環状高家線 （1976年10月14日認定 - 現在）
- 49 長野県道49号駒ヶ根長谷線 （1976年10月14日認定 - 現在）
- 50 長野県道50号諏訪辰野線
- 51 長野県道51号大町明科線
- 52 （欠番）
  - ※ 1983年1月17日認定 - 1993年4月1日廃止：阿南南信濃線 （→国道418号の一部）
- 53 （欠番）
  - ※ 1982年9月13日変更 - 1994年4月1日廃止：飯山山ノ内線 （→国道403号の一部）
- 54 長野県道54号須坂中野線 （1982年9月13日認定 - 現在）
- 55 長野県道55号大町麻績インター千曲線 （2003年9月1日変更 - 現在）
  - ※ 1982年9月13日認定 - 2003年9月1日変更：大町麻績インター戸倉線
- 56 （欠番）
  - ※ 1983年1月17日認定 - 1994年4月1日改正：東部嬬恋線 （→長野県道94号東部嬬恋線へ）
- 57 長野県道57号安曇野インター堀金線 （2012年10月4日変更 - 現在）
  - ※ 1982年9月13日認定 - 2012年10月4日変更：豊科インター堀金線 （→現路線）
- 58 長野県道58号長野須坂インター線 （1982年9月13日変更 - 現在）
- 59 長野県道59号松川インター大鹿線 （1982年9月13日変更 - 現在）
- 60 長野県道60号長野荒瀬原線 （1982年9月13日認定 - 現在）
- 61 （欠番）
  - ※ 1983年1月17日変更 - 1994年4月1日改正：中津川南木曽線 （→長野県道7号中津川南木曽線へ）
  - ※  - 1983年1月17日変更：橋場中津川線
- 62 長野県道62号美ヶ原公園沖線 （1982年9月13日変更 - 現在）
- 63 長野県道63号松本塩尻線 （1982年9月13日認定 - 現在）
- 64 長野県道64号天竜公園阿智線 （1982年9月13日認定 - 現在）
- 65 長野県道65号上田丸子線 （1982年9月13日認定 - 現在）
- 66 長野県道66号豊野南志賀公園線 （1982年9月13日変更 - 現在）
- 67 長野県道67号松本和田線 （1982年9月13日変更 - 現在）
- 68 長野県道68号梓山海ノ口線 （1983年1月17日変更 - 現在）
- 69 （欠番）
  - ※ 1982年9月2日認定 - 1994年4月1日改正：飯山斑尾新井線 （→長野県道97号飯山斑尾新井線へ）
- 70 長野県道70号長野信州新線 （1982年9月13日認定 - 現在）
- 71 （欠番）
  - ※ 1982年9月2日認定 - 1993年5月11日廃止：飯山浦川原線 （→国道403号の一部）
- 72 （欠番）
  - ※ 1983年1月17日変更 - 1994年4月1日改正：中津川山口線 （→長野県道6号中津川山口線へ）
  - ※  - 1983年1月17日変更：犬帰中津川線
- 73 （欠番）
  - ※ 1983年1月17日認定 - 1994年4月1日改正：下仁田臼田線 （→長野県道93号下仁田臼田線へ）
- 74 長野県道74号阿南東栄線 （1983年1月17日変更 - 現在）
- 75 長野県道75号駒ヶ根駒ヶ岳公園線 （1982年9月13日変更 - 現在）
- 76 長野県道76号長野戸隠線 （1994年4月1日改正 - 現在）
- 77 長野県道77号長野上田線 （1994年4月1日認定 - 現在）
- 78 長野県道78号佐久小諸線 （1994年4月1日改正 - 現在）
- 79 長野県道79号小諸上田線 （1994年4月1日改正 - 現在）
- 80 長野県道80号小諸軽井沢線 （1994年4月1日認定 - 現在）
- 81 長野県道81号丸子東部インター線 （1994年4月1日認定 - 現在）
- 82 長野県道82号別所丸子線 （1994年4月1日改正 - 現在）
- 83 長野県道83号下条米川飯田線 （1994年4月1日改正 - 現在）
- 84 長野県道84号乗鞍岳線 （1994年4月1日改正 - 現在）
- 85 長野県道85号穂高明科線 （1994年4月1日変更 - 現在）
- 86 長野県道86号戸隠篠ノ井線 （1994年4月1日認定 - 現在）
- 87 長野県道87号伊那インター線 （1994年4月1日認定 - 現在）
- 88 長野県道88号伊那箕輪線 （1994年4月1日認定 - 現在）
- 89 長野県道89号園原インター線 （1994年4月1日認定 - 現在）
- 90 長野県道90号諏訪南インター線 （1994年4月1日認定 - 現在）
- 91 長野県道91号坂城インター線 （1994年4月1日改正 - 現在）
- 92 長野県道92号松井田軽井沢線 （1994年4月1日認定 - 現在）
- 93 長野県道93号下仁田臼田線 （1994年4月1日改正 - 現在）
- 94 長野県道94号東御嬬恋線 （2004年4月1日変更 - 現在）
  - ※ 1994年4月1日改正 - 2004年4月1日変更：東部嬬恋線 （→現路線）
- 95 長野県道95号上越飯山線 （1994年4月1日改正 - 現在）
- 96 長野県道96号飯山妙高高原線 （1994年4月1日改正 - 現在）
- 97 長野県道97号飯山斑尾新井線 （1994年4月1日改正 - 現在）

## 一般県道

### 101 - 200号
- 101 長野県道101号月瀬上矢作線
- 102 （欠番）

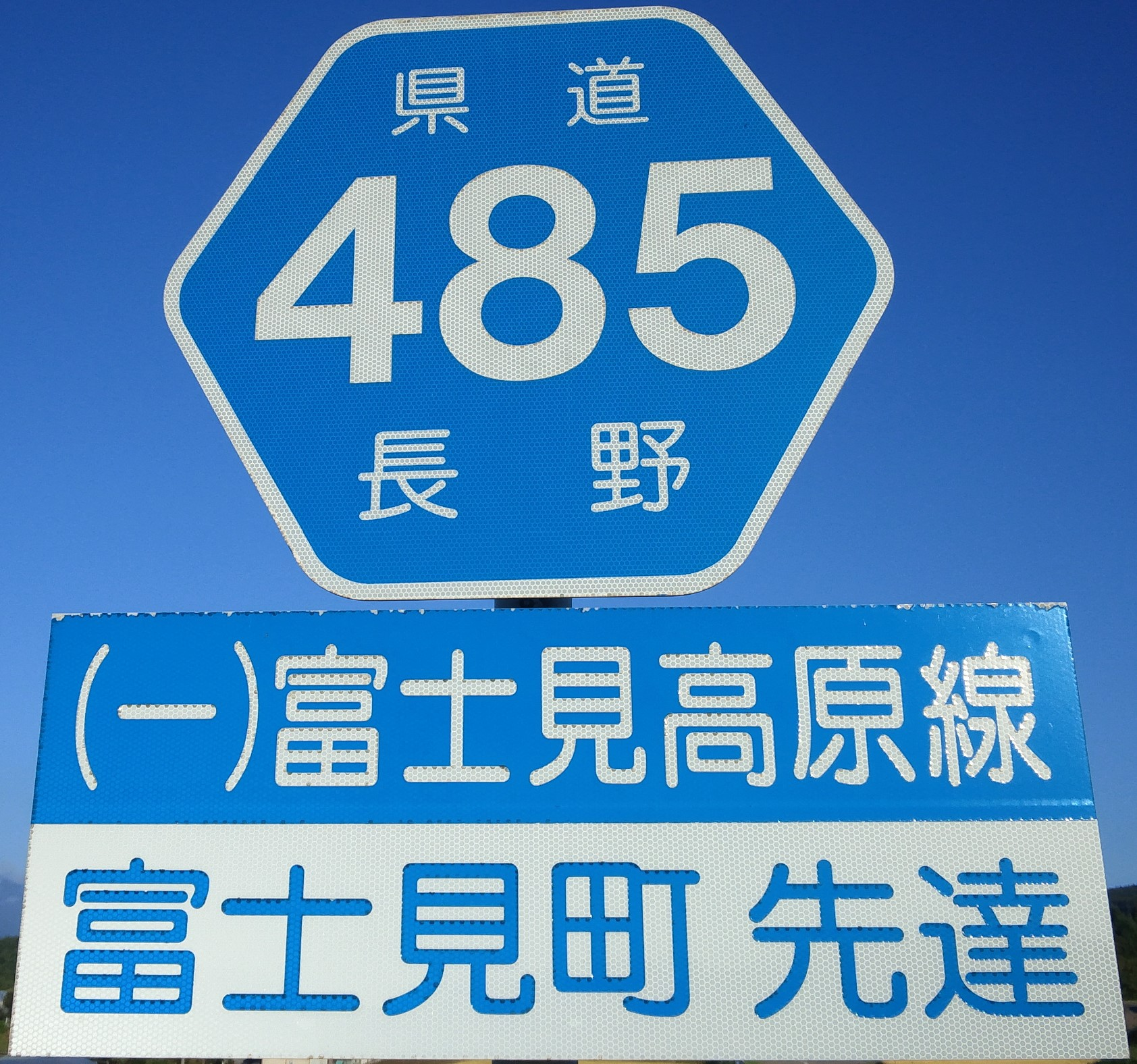
長野県道における一般県道の路線番号標識（路線名称の前に「（一）」が表記されている。）

  - ※  - 1983年1月17日変更：阿南東栄線（→長野県道74号阿南東栄線）
- 103 長野県道103号上原猿久保線 （1976年7月22日認定 - 現在）
  - ※  - 1976年10月14日改正：寄合渡阿多野郷線 （→長野県道39号奈川野麦高根線）
- 104 （欠番: 旧長野県道104号犬帰中津川線）
- 105 （欠番: 旧長野県道105号橋場中津川線）
- 106 長野県道106号原浅尾韮崎線
- 107 （欠番）
  - ※ 1976年7月22日認定 - 2000年11月27日廃止：八ヶ岳公園下久保線
- 108 長野県道108号下仁田佐久穂線（2011年4月1日変更 - 現在）
  - ※  - 2011年4月1日変更：下仁田佐久線
- 109 長野県道109号園原清内路線 （1976年7月22日認定 - 現在）
  - ※  - 1976年10月14日廃止：南野牧浅科線
- 110 （欠番）
  - ※  - 1983年1月17日廃止：新鹿沢新張線
- 111 （欠番）
  - ※  - 1983年1月17日廃止：勧能臼田停車場線
- 112 長野県道112号大前須坂線
- 113 長野県道113号粟野御供線 （1976年7月22日認定 - 現在）
  - ※  - 1976年10月14日改正：高田飯山線 （→旧長野県道41号上越飯山線）
- 114 長野県道114号川尻小谷糸魚川線
- 115 長野県道115号松本平広域公園線（1994年4月1日改正 - 現在）
  - ※  - 1994年4月1日改正：松本運動公園線 （1976年7月22日認定 - 現在）
  - ※  - 1976年10月14日廃止：秋山津南線
- 116 長野県道116号上境温井線 （1976年7月22日認定 - 現在）
  - ※  - 1976年10月14日廃止：水穴妙高高原停車場線
- 117 （欠番）
  - ※  - 2009年1月13日廃止：長野県道117号北野森宮野原停車場線
- 118 （欠番）
  - ※  - 1982年9月2日廃止：安塚飯山線
- 119 長野県道119号杉野沢黒姫停車場線
- 120 長野県道120号三分中込線
- 121 長野県道121号上小田切臼田停車場線
- 122 長野県道122号上畑八千穂停車場線
- 123 （欠番）
  - ※  - 1982年7月16日廃止：小海停車場線
- 124 長野県道124号上野小海線 （1982年7月16日認定 - 現在）
  - ※  - 1982年7月16日廃止：三寸木小海停車場線
- 125 （欠番）
  - ※  - 1994年4月1日廃止：栗尾川又線
- 126 （欠番）
  - ※  - 1983年1月17日変更：梓山海ノ口線（→長野県道68号梓山海ノ口線）
- 127 （欠番）
  - ※  - 1995年4月1日廃止：稲子松原湖停車場線
- 128 （欠番）
  - ※  - 1994年4月1日廃止：見上信濃川上停車場線
- 129 （欠番）
  - ※  - 1994年4月1日改正：小諸上田線（→長野県道79号小諸上田線）
- 130 長野県道130号菱野筒井線
- 131 長野県道131号峰の茶屋小諸線
- 132 （欠番）
  - ※  - 1994年4月1日廃止：追分小諸線
- 133 長野県道133号旧軽井沢軽井沢停車場線
- 134 長野県道134号馬瀬口小諸線
- 135 長野県道135号御代田停車場線
- 136 長野県道136号信濃追分停車場線
- 137 長野県道137号借宿小諸線
- 138 長野県道138号香坂中込線
- 139 長野県道139号小諸中込線
- 140 （欠番）
  - ※  - 1994年4月1日改正：伴野小諸線（→長野県道78号佐久小諸線）
- 141 長野県道141号耳取三岡停車場線
- 142 長野県道142号八幡小諸線
- 143 長野県道143号岩村田停車場線
- 144 長野県道144号本町中込停車場線 （1976年10月14日認定 - 現在）
  - ※  - 1976年10月14日廃止：中込停車場線
- 145 長野県道145号相浜本町線
- 146 長野県道146号南箕輪沢渡線 （1976年10月14日認定 - 現在）
  - ※  - 1976年10月14日廃止：小諸白樺湖線
- 147 長野県道147号芦田大屋停車場線
- 148 長野県道148号牛鹿望月線
- 149 （欠番）
  - ※  - 1994年4月1日廃止：中込小海線
- 150 長野県道150号百沢臼田線
- 151 長野県道151号湯沢望月線
- 152 長野県道152号雨境望月線 （1974年7月29日認定 - 現在）
  - ※  - 1978年3月20日廃止：浅田切望月線
- 153 長野県道153号立科小諸線
- 154 長野県道154号塩名田佐久線
- 155 長野県道155号男女倉長門線 （1977年7月21日認定 - 現在）
  - ※ 1976年10月14日廃止 - 1977年7月21日：（欠番）
  - ※  - 1976年10月14日廃止：八幡佐久線
- 156 長野県道156号草越豊昇佐久線
- 157 長野県道157号豊昇茂沢中軽井沢停車場線
- 158 長野県道158号傍陽菅平線 （1976年10月14日改正 - 現在）
  - ※  - 1976年10月14日改正：傍陽停車場菅平線
- 159 （欠番）
  - ※  - 1994年4月1日廃止：上田稲荷山線
- 160 長野県道160号上室賀坂城停車場線
- 161 長野県道161号西上田停車場線
- 162 長野県道162号上田停車場線
- 163 （欠番）
  - ※  - 1995年4月1日廃止：大川大屋停車場線
- 164 （欠番）
  - ※  - 1994年4月1日廃止：祢津田中停車場線
- 165 （欠番）
  - ※  - 1983年1月17日廃止：新張滋野停車場線
- 166 長野県道166号東部望月線
- 167 長野県道167号丸子北御牧東部線
- 168 （欠番）
  - - 1982年9月13日廃止：上田塩田線
- 169 長野県道169号南原長瀬線 （1976年10月14日改正 - 現在）
  - ※  - 1976年10月14日改正：南原長瀬停車場線
- 170 （欠番）
  - ※  - 1994年4月1日改正：別所丸子線（→長野県道82号別所丸子線）
- 171 長野県道171号塩田仁古田線
- 172 長野県道172号田沢中挟線
- 173 （欠番）
  - ※ 1982年7月16日認定 - 1994年4月1日廃止：丸子東部線
  - ※  - 1982年7月16日廃止：田中須川上田線
- 174 長野県道174号荻窪丸子線 （1976年10月14日改正 - 現在）
  - ※  - 1976年10月14日改正：荻窪丸子停車場線
- 175 長野県道175号矢沢真田線
- 176 長野県道176号下原大屋停車場線
- 177 長野県道177号鹿教湯別所上田線
- 178 長野県道178号美ヶ原和田線
- 179 （欠番）
  - ※  - 1994年4月1日改正：横沢東部線（→長野県道4号真田東部線）
- 180 長野県道180号住吉上田線
- 181 長野県道181号下奈良本豊科線
- 182 長野県道182号菅平高原線
- 183 長野県道183号神宮寺諏訪線
- 184 長野県道184号諏訪大社春宮線
- 185 長野県道185号岡谷下諏訪線
- 186 長野県道186号上田塩川線 （1982年7月16日認定 - 現在）
  - ※ 1976年10月14日廃止 - 1982年7月16日認定：（欠番）
  - ※  - 1976年10月14日廃止：霧ケ峰公園線
- 187 長野県道187号伊那富辰野停車場線 （1976年10月14日認定 - 現在）
- 188 長野県道188号上槻木矢ヶ崎線
- 189 長野県道189号中新田富士見線
- 190 長野県道190号立沢富士見停車場線
- 191 長野県道191号渋ノ湯堀線
- 192 長野県道192号茅野停車場八子ヶ峰公園線
- 193 （欠番）
  - ※  - 1976年10月14日廃止：霧ヶ峰白樺湖線
- 194 長野県道194号霧ヶ峰東餅屋線
- 195 長野県道195号信濃境停車場線
- 196 長野県道196号神ノ原青柳停車場線
- 197 長野県道197号払沢茅野線
- 198 長野県道198号乙事富士見線
- 199 長野県道199号八島高原線
- 200 長野県道200号飯島停車場日曽利線

### 201 - 300号
- 201 長野県道201号川上唐木沢線
- 202 長野県道202号伊那駒ヶ岳線
- 203 長野県道203号与地辰野線
- 204 （欠番）
  - ※  - 1994年4月1日廃止：沢尻箕輪線
- 205 （欠番）
  - ※  - 1994年4月1日廃止：大萱荒井線
- 206 長野県道206号南小河内伊那松島停車場線
- 207 長野県道207号美篶箕輪線
- 208 長野県道208号伊那市停車場線
- 209 長野県道209号沢渡高遠線
- 210 長野県道210号西伊那線
- 211 長野県道211号芝平高遠線
- 212 長野県道212号杉島市野瀬線
- 213 長野県道213号栗林宮田停車場線
- 214 （欠番）
  - ※  - 1976年10月14日廃止粟沢駒ヶ根停車場線
- 215 長野県道215号飯島停車場線
- 216 （欠番）
  - ※  - 1994年4月1日改正：飯島飯田線（→長野県道15号飯島飯田線）
- 217 長野県道217号大草坂戸線
- 218 長野県道218号北林飯島線
- 219 長野県道219号七久保停車場線
- 220 長野県道220号千人塚公園線
- 221 長野県道221号宮田沢渡線
- 222 （欠番）
  - ※ 1976年10月14日認定 - 1982年9月13日変更：駒ケ岳駒ケ根停車場線
  - ※  - 1976年10月14日廃止：駒ケ岳線
- 223 長野県道223号上片桐停車場線
- 224 長野県道224号上片桐停車場鶴部線
- 225 （欠番）
  - ※  - 1982年9月13日変更：松除松川線
- 226 長野県道226号市ノ沢山吹停車場線
- 227 長野県道227号市田停車場上市田線
- 228 長野県道228号市田停車場線
- 229 長野県道229号市場桜町線
- 230 長野県道230号青木東鼎線 （1978年9月11日認定 - 現在）
  - ※  - 1978年9月11日廃止：鼎停車場線
- 231 長野県道231号伊那八幡停車場線
- 232 長野県道232号新井伊那八幡停車場線
- 233 長野県道233号時又中村線
- 234 長野県道234号田中乱橋線
- 235 （欠番）
  - ※  - 1994年4月1日改正：手塚原米川飯田線（→長野県道83号下条米川飯田線）
- 236 長野県道236号天竜峡停車場線
- 237 長野県道237号米川飯田線
- 238 （欠番）
  - ※  - 1995年4月1日廃止：天竜峡停車場羽入田線
- 239 （欠番）
  - - 1982年9月13日廃止：唐笠停車場線
- 240 （欠番）
  - - 1982年9月13日廃止：唐笠停車場高町線
- 241 （欠番）
  - - 1982年9月13日廃止：粒良脇駒場線
- 242 長野県道242号粟野門島停車場線
- 243 長野県道243号深沢阿南線
- 244 長野県道244号温田停車場早稲田線
- 245 （欠番）
  - ※  - 1994年4月1日廃止：富士見台公園線
- 246 （欠番）
  - ※  - 1976年10月14日改正：根羽阿南線 （→長野県道46号阿南根羽線）
- 247 長野県道247号米川駄科停車場線
- 248 （欠番）
  - ※  - 1978年9月11日廃止：鼎停車場東鼎線
- 249 （欠番）
  - ※  - 1983年1月17日廃止：下和田平岡停車場線
- 250 長野県道250号上川路大畑線
- 251 長野県道251号上飯田線 （1982年7月16日認定 - 現在）
  - ※  - 1982年7月16日廃止：氏乗元善光寺停車場線
- 252 長野県道252号下久堅知久平線
- 253 長野県道253号赤石岳公園線
- 254 長野県道254号楢川岡谷線
- 255 （欠番）
  - ※  - 1994年4月1日廃止：福島御岳線
- 256 長野県道256号御岳王滝黒沢線
- 257 長野県道257号木曽平沢停車場線
- 258 長野県道258号奈良井停車場線
- 259 長野県道259号宮ノ越停車場線
- 260 （欠番）
  - ※  - 2011年6月30日廃止：長野県道260号上松停車場線[6]
- 261 長野県道261号野尻停車場線
- 262 （欠番）
  - ※  - 1994年4月1日変更：幸助飯田線 （→長野県道8号飯田南木曽線）
- 263 長野県道263号川合中畑線
- 264 長野県道264号南木曽停車場線（1996年4月1日改正 - 現在）
  - ※  - 1996年4月1日改正：三留野停車場線
- 265 長野県道265号須原大桑停車場線
- 266 （欠番）
  - ※  - 2011年6月30日廃止：長野県道266号荻原小川線[6]
- 267 長野県道267号オコシ宮ノ越停車場線
- 268 長野県道268号木曽福島停車場線
- 269 長野県道269号木曽福島停車場駒ヶ岳線
- 270 （欠番）
  - ※  - 1994年4月1日改正：越木曽福島線（→長野県道20号開田三岳福島線）
- 271 （欠番）
  - ※  - 1994年4月1日変更：陸郷穂高線 （→長野県道85号穂高明科線）
- 272 （欠番）
  - - 1982年9月13日廃止：坂井戸倉線
- 273 長野県道273号真田新田線
- 274 長野県道274号宇留賀池田線
- 275 長野県道275号上生坂信濃松川停車場線
- 276 長野県道276号下生野明科線
- 277 長野県道277号河鹿沢西条停車場線
- 278 長野県道278号大野田梓橋停車場線
- 279 長野県道279号槍ヶ岳上高地線
- 280 （欠番）
  - ※  - 1982年9月13日変更：美ヶ原沖線
- 281 （欠番）
  - ※  - 1982年9月13日変更：松本唐沢線
- 282 長野県道282号浅間河添線
- 283 長野県道283号美ヶ原公園線
- 284 長野県道284号惣社岡田線
- 285 長野県道285号湯の原荒町線
- 286 （欠番）
  - - 1982年9月13日廃止：宮村六道松本線
- 287 長野県道287号町村白川村井停車場線
- 288 長野県道288号新茶屋塩尻線
- 289 長野県道289号寺村南松本停車場線
- 290 長野県道290号南原広丘停車場線
- 291 長野県道291号新田松本線
- 292 長野県道292号御馬越塩尻停車場線
- 293 長野県道293号上今井洗馬停車場線
- 294 長野県道294号原洗馬停車場線
- 295 長野県道295号平田新橋線
- 296 長野県道296号松本空港線（1996年4月1日改正 - 現在）
  - ※  - 1996年4月1日改正：松本飛行場線
- 297 長野県道297号兎川寺鎌田線
- 298 長野県道298号土合松本線
- 299 （欠番）
  - ※  - 1994年4月1日改正：乗鞍岳線（→長野県道84号乗鞍岳線）
- 300 長野県道300号白骨温泉線

### 301 - 400号
- 301 長野県道301号塩尻停車場線
- 302 長野県道302号矢室明科線
- 303 長野県道303号会田西条停車場線
- 304 長野県道304号本山床尾線
- 305 長野県道305号床尾大門線
- 306 長野県道306号有明大町線
- 307 長野県道307号下木戸有明停車場線
- 308 長野県道308号小岩岳穂高停車場線
- 309 長野県道309号塚原穂高停車場線
- 310 長野県道310号柏矢町田沢停車場線（2002年12月26日変更 - 現在）
  - ※  - 2002年12月26日変更：柏矢丁田沢停車場線
- 311 （欠番）
  - - 1982年9月13日廃止：寺所豊科停車場線
- 312 （欠番）
  - ※  - 1995年4月1日廃止：豊科大天井岳線
- 313 （欠番）
  - - 1982年9月13日廃止：田多井豊科線
- 314 長野県道314号田多井中萱豊科線
- 315 長野県道315号波田北大妻豊科線 （1974年7月29日認定 - 現在）
  - ※  - 1976年12月2日廃止：北大妻豊科線
- 316 長野県道316号梓橋田沢停車場線
- 317 長野県道317号穂高停車場線
- 318 （欠番）
  - ※ 1978年7月21日認定 - 1995年4月1日廃止：聖高原上山田線
  - ※ 1976年10月14日廃止 - 1978年7月21日認定：（欠番）
  - ※  - 1976年10月14日廃止：横沢村井停車場線
- 319 長野県道319号小倉梓橋停車場線
- 320 長野県道320号倭北松本停車場線
- 321 長野県道321号中堀一日市場停車場線
- 322 長野県道322号白馬岳線
- 323 （欠番）
  - ※  - 1994年4月1日改正：青具神城停車場線（→長野県道33号白馬美麻線）
- 324 長野県道324号青具簗場停車場線
- 325 長野県道325号白馬岳大町線
- 326 長野県道326号槍ヶ岳線
- 327 長野県道327号槍ヶ岳矢村線
- 328 （欠番: 旧長野県道328号大町明科線）
- 329 長野県道329号原木戸安曇追分停車場線
- 330 長野県道330号奉納中土停車場線
- 331 （欠番）
  - ※  - 1994年4月1日廃止：扇沢信濃大町停車場線
- 332 （欠番）
  - - 1982年9月13日廃止：新田坂北停車場線
- 333 （欠番）
  - - 1982年9月13日廃止：舟場大町線
- 334 長野県道334号大平大峰沓掛線
- 335 長野県道335号森篠ノ井線
- 336 長野県道336号戸倉停車場線
- 337 長野県道337号屋代停車場線
- 338 長野県道338号内川姨捨停車場線 （1974年7月29日認定 - 現在）
  - ※  - 1978年3月20日廃止：仙石姨捨停車場線
- 339 長野県道339号新田坂城停車場線
- 340 長野県道340号姨捨停車場線
- 341 （欠番）
  - - 1982年9月13日廃止：高井中野線
- 342 長野県道342号宮村湯田中停車場線
- 343 長野県道343号村山小布施停車場線
- 344 長野県道344号須坂停車場線
- 345 （欠番: 旧長野県道345号須坂菅平線）
- 346 長野県道346号五味池高原線 （1975年12月1日認定 - 現在）
  - ※  - 1979年6月7日廃止：上原須坂線
- 347 長野県道347号村山綿内停車場線
- 348 （欠番）
  - ※  - 1982年9月13日変更：中村長野線
- 349 長野県道349号米子須坂線
- 350 （欠番）
  - ※  - 1982年9月13日変更：奥山田豊野線
- 351 長野県道351号山田温泉線
- 352 長野県道352号新田春木線
- 353 長野県道353号野沢上境停車場線
- 354 長野県道354号馬曲木島停車場線
- 355 長野県道355号壁田松崎線
- 356 長野県道356号角間中野線
- 357 長野県道357号信州中野停車場線
- 358 長野県道358号中野小布施線
- 359 （欠番）
  - ※  - 1982年9月13日変更：山ノ内部谷沢飯山線
- 360 長野県道360号古間停車場野尻線
- 361 長野県道361号水穴古間停車場線 （1976年10月14日認定 - 現在）
  - ※  - 1976年10月14日廃止：北永江古間停車場線
- 362 長野県道362号牟礼永江線 （1976年10月14日認定 - 現在）
  - ※  - 1976年10月14日廃止：牟礼飯山線
- 363 長野県道363号黒姫停車場線
- 364 長野県道364号古間停車場線
- 365 （欠番）
  - - 1982年9月13日廃止：荒瀬原牟礼停車場線
- 366 長野県道366号野村上牟礼停車場線
- 367 長野県道367号信濃浅野停車場線
- 368 長野県道368号村山豊野停車場線
- 369 長野県道369号南信濃水窪線（1995年12月1日認定 - 現在）
  - ※ 1994年4月1日改正 - 1995年12月1日認定：（欠番）
  - ※  - 1994年4月1日改正：長野戸隠線（→長野県道76号長野戸隠線へ）
- 370 長野県道370号柳原停車場線
- 371 （欠番）
  - ※ - 2021年4月15日廃止：療養所上野線
- 372 長野県道372号三才大豆島中御所線
- 373 長野県道373号北長野停車場線
- 374 長野県道374号北長野停車場中俣線
- 375 長野県道375号大豆島東和田線（2021年3月29日変更 - 現在）
  - ※  - 2021年3月29日変更：大豆島吉田線
- 376 （欠番）
  - ※ - 2018年4月1日廃止：長野停車場岡田線…2018年3月29日長野県告示第288号により同年4月1日をもって廃止（当該告示が掲載されている長野県報）。
- 377 長野県道377号牛島綿内停車場線
- 378 長野県道378号小出綿内停車場線
- 379 （欠番）
  - ※ 1981年頃認定 - 1994年4月1日廃止：丹波島篠ノ井線
- 380 長野県道380号関崎川中島停車場線
- 381 長野県道381号小松原川中島停車場線
- 382 長野県道382号中村金井山停車場線
- 383 長野県道383号犀口下居返線
- 384 長野県道384号安庭篠ノ井線
- 385 長野県道385号松代篠ノ井線
- 386 （欠番）
  - - 1982年9月13日廃止：篠ノ井信州新線
- 387 長野県道387号清野篠ノ井停車場線
- 388 長野県道388号六鹿松代停車場線
- 389 （欠番）
  - ※  - 1994年4月1日廃止：篠ノ井稲荷山線
- 390 長野県道390号小峰稲荷山線
- 391 長野県道391号岩本里穂刈線
- 392 長野県道392号白石千曲線（2003年9月1日変更 - 現在）
  - ※ - 2003年9月1日変更：白石更埴線
- 393 長野県道393号小島信濃木崎停車場線
- 394 長野県道394号川口大町線
- 395 長野県道395号川口田野口篠ノ井線
- 396 長野県道396号稲荷山停車場線
- 397 （欠番）
  - ※  - 1995年4月1日廃止：新道上今井停車場線
- 398 （欠番）
  - ※  - 1994年4月1日廃止：村山篠ノ井停車場線
- 399 長野県道399号長野豊野線
- 400 （欠番）
  - - 1982年9月13日廃止：牟礼長野線

### 401 - 500号
- 401 長野県道401号小川長野線
- 402 長野県道402号北長野停車場吉田線
- 403 （欠番）
  - ※  - 1997年4月1日：飯綱高原浅川線
- 404 長野県道404号栃原北郷信濃線
- 405 長野県道405号川中島停車場線
- 406 長野県道406号入山小市線
- 407 長野県道407号長瀬横倉停車場線
- 408 長野県道408号箕作飯山線
- 409 長野県道409号曽根藤ノ木線
- 410 長野県道410号柏尾戸狩停車場線
- 411 長野県道411号飯山新井線 （1975年12月1日認定 - 現在）
  - ※  - 1979年2月22日廃止：顔戸下水沢線
- 412 （欠番）
  - ※  - 1982年9月2日廃止：飯山停車場線
- 413 （欠番）
  - ※  - 1995年4月1日廃止：上今井停車場線
- 414 長野県道414号中野飯山線 （1982年3月23日認定 - 現在）
  - ※ 1978年9月11日廃止 - 1982年3月23日認定：（欠番）
  - ※  - 1978年9月11日廃止：蓮中野線
- 415 （欠番）
  - ※  - 1995年4月1日廃止：上今井停車場安源寺線
- 416 長野県道416号替佐停車場線（2023年3月30日変更 - 現在）
  - ※ - 2023年3月30日変更：南永江替佐停車場線
- 417 長野県道417号信濃平停車場線
- 418 長野県道418号蓮停車場線
- 419 長野県道419号関沢小沼線
- 420 （欠番）
  - ※  - 1978年9月11日廃止：坂北停車場線
- 421 長野県道421号宮ノ平豊里線 （1973年7月23日認定 - 現在）
- 422 長野県道422号羽毛山大日向線 （1973年7月23日認定 - 現在）
- 423 長野県道423号御牧原大日向線 （1973年7月23日認定 - 現在）
- 424 長野県道424号諏訪茅野線 （1973年7月23日認定 - 現在）
- 425 長野県道425号払沢富士見線 （1973年7月23日認定 - 現在）
- 426 長野県道426号吹上北殿線 （1973年7月23日認定 - 現在）
- 427 （欠番）
  - ※ 1973年7月23日認定 - 1995年4月1日廃止：田原車屋線
- 428 長野県道428号山吹停車場線 （1973年7月23日認定 - 現在）
- 429 長野県道429号聖高原停車場線 （1978年9月11日認定 - 現在）
  - ※ 1976年10月14日改正 - 1978年9月11日廃止：聖高原停車場弘法線
  - ※  - 1976年10月14日改正：麻績停車場弘法線
- 430 長野県道430号為栗和合線 （1973年7月23日認定 - 現在）
- 431 長野県道431号上西条大門線 （1973年7月23日認定 - 現在）
- 432 長野県道432号柏原穂高線 （1973年7月23日認定 - 現在）
- 433 長野県道433号千国北城線 （1973年7月23日認定 - 現在）
- 434 長野県道434号夜間瀬赤岩線 （1973年7月23日認定 - 現在）
- 435 長野県道435号小佐出西京線 （1973年7月23日認定 - 現在）
- 436 （欠番）
  - ※ 1973年7月23日認定 - 1982年9月2日廃止：飯山停車場斑尾高原線
- 437 長野県道437号大張北岩水線 （1974年7月29日認定 - 現在）
- 438 長野県道438号御牧原蓬田線 （1974年7月29日認定 - 現在）
- 439 （欠番）
- 440 （欠番）
  - 1974年7月29日認定 - 1982年9月13日廃止：東内古安曽線
- 441 長野県道441号穂高松本塩尻自転車道線（1983年1月17日変更 - 現在）
  - ※ 1978年10月30日廃止 - 1983年1月17日変更：（欠番）
  - ※  - 1978年10月30日廃止：川後川中島停車場線
- 442 長野県道442号諏訪箕輪線 （1974年7月29日認定 - 現在）
- 443 長野県道443号内ノ萱伊那線 （1974年7月29日認定 - 現在）
- 444 長野県道444号駄科大瀬木線 （1974年7月29日認定 - 現在）
- 445 長野県道445号川合川中島線
- 446 長野県道446号大河内中川原線（1996年4月1日改正 - 現在）
  - ※ 1974年7月29日認定 - 1996年4月1日改正：小川内中川原線
- 447 長野県道447号大平山松葉線 （1974年7月29日認定 - 現在）
- 448 （欠番）
  - ※ 1974年7月29日認定 - 1994年4月1日廃止：才児上松線
- 449 長野県道449号上竹田波田線 （1974年7月29日認定 - 現在）
- 450 長野県道450号矢地赤芝線 （1974年7月29日認定 - 現在）
- 451 長野県道451号七曲西原線 （1974年7月29日認定 - 現在）
- 452 長野県道452号古屋敷境ノ沢線 （1974年7月29日認定 - 現在）
- 453 長野県道453号飯綱高原芋井線 （1974年7月29日認定 - 現在）
- 454 長野県道454号浅間温泉三才山線 （1978年9月11日認定 - 現在）
  - ※ 1976年10月14日廃止 - 1978年9月11日認定：（欠番）
  - ※ 1974年12月23日認定 - 1976年10月14日廃止：秋山長野原線
- 455 長野県道455号長沢田村線 （1975年12月1日認定 - 現在）
- 456 長野県道456号大島阿島線 （1975年12月1日認定 - 現在）
- 457 長野県道457号馬寄小沢線 （1975年12月1日認定 - 現在）
- 458 （欠番）
  - ※ 1982年7月16日認定 - 1994年4月1日廃止：戸隠信州新町線
  - ※ 1975年12月1日認定 - 1982年7月16日廃止：中条上条線
- 459 長野県道459号東柏原赤塩線 （1975年12月1日認定 - 現在）
- 460 長野県道460号美ヶ原公園東餅屋線
- 461 長野県道461号鳥居本町線 （1975年12月1日認定 - 現在）
- 462 長野県道462号上田千曲長野自転車道線（2003年9月1日変更 - 現在）
  - ※ 1975年12月1日認定 - 2003年9月1日変更：上田更埴長野自転車道線
- 463 （欠番）
  - ※ 1979年6月11日認定 - 1994年4月1日改正：松本空港塩尻北インター線（→長野県道27号松本空港塩尻北インター線）
- 464 長野県道464号美ヶ原公園西内線 （1979年6月11日認定 - 現在）
- 465 長野県道465号飯田上郷松川自転車道線 （1979年11月29日認定 - 現在）
- 466 長野県道466号牧干俣線 （1980年9月29日認定 - 現在）
- 467 長野県道467号坂北停車場線 （1982年9月13日認定 - 現在）
  - ※ 1982年7月16日認定 - 1983年1月17日変更：穂高松本塩尻自転車道線
- 468 （欠番）
  - ※  - 1995年4月1日廃止：美麻八坂線 （1982年9月13日認定 - 現在）
- 469 長野県道469号舟場矢下線 （1982年9月13日認定 - 現在）
- 470 （欠番）
  - ※ 1990年4月23日認定 - 1994年4月1日改正：坂城インター線 （→長野県道91号坂城インター線）
- 471 長野県道471号奥志賀公園線 （1993年4月26日認定 - 現在）
- 472 長野県道472号栗尾見上線 （1994年4月1日認定 - 現在）
- 473 長野県道473号上松御岳線 （1994年4月1日認定 - 現在）
- 474 長野県道474号信濃大町停車場線 （1994年4月1日認定 - 現在）
- 475 長野県道475号信州新中条線 （1994年4月1日認定 - 現在）
- 476 長野県道476号伊那インター西箕輪線 （1994年4月1日認定 - 現在）
- 477 長野県道477号富士見台公園線 （1994年4月1日認定 - 現在）
- 478 長野県道478号湯田中停車場線 （1994年4月1日認定 - 現在）
- 479 （欠番）
- 480 長野県道480号松原湖高原線 （1995年4月1日認定 - 現在）
- 481 長野県道481号峠町軽井沢線 （1995年4月1日認定 - 現在）
- 482 長野県道482号大木浅田切線 （1995年4月1日認定 - 現在）
- 483 長野県道483号大屋停車場田沢線 （1995年4月1日認定 - 現在）
- 484 長野県道484号富士見原茅野線 （1995年4月1日認定 - 現在）
- 485 長野県道485号富士見高原線 （1995年4月1日認定 - 現在）
- 486 長野県道486号王滝加子母付知線 （1995年4月1日認定 - 現在）
- 487 長野県道487号諏訪湖四賀線 （1995年4月1日認定 - 現在）
- 488 長野県道488号車屋大久保線 （1995年4月1日認定 - 現在）
- 489 長野県道489号伊那北殿線 （1995年4月1日認定 - 現在）
- 490 長野県道490号中山松倉線 （1995年4月1日認定 - 現在）
- 491 長野県道491号親田中村線 （1995年4月1日認定 - 現在）
- 492 長野県道492号天竜峡停車場下平線 （1995年4月1日認定 - 現在）
- 493 長野県道493号姥神奈良井線 （1995年4月1日認定 - 現在）
- 494 長野県道494号聖高原杉崎線 （1995年4月1日認定 - 現在）
- 495 長野県道495号豊科大天井岳線 （1995年4月1日認定 - 現在）
- 496 長野県道496号あづみの公園大町線 （1995年4月1日認定 - 現在）
- 497 長野県道497号美麻八坂線 （1995年4月1日認定 - 現在）
- 498 長野県道498号聖高原千曲線 （2003年9月1日変更 - 現在）
  - ※ 1995年4月1日認定 - 2003年9月1日変更：聖高原戸倉線
- 499 長野県道499号相之島高山線 （1995年4月1日認定 - 現在）
- 500 長野県道500号豊田中野線 （1995年4月1日認定 - 現在）

### 501 - 508号
- 501 長野県道501号聖高原瀬口線 （1995年4月1日認定 - 現在）
- 502 長野県道502号奥志賀公園栄線 （1995年4月1日認定 - 現在）
- 503 長野県道503号斑尾大川線 （1995年4月1日認定 - 現在）
- 504 長野県道504号信濃斑尾高原線 （1995年4月1日認定 - 現在）
- 505 長野県道505号三水中野線 （1995年4月1日認定 - 現在）
- 506 長野県道506号戸隠高原浅川線 （1997年4月1日認定 - 現在）
- 507 長野県道507号秋山郷森宮野原停車場線 （2006年5月8日認定 - 現在）
- 508 長野県道508号上松南木曽線 （2009年2月12日認定 - 現在）

## 大正9年認定府県道
府県道として、長野県内ではじめて認定された路線の一覧で、括弧内は認定時の長野県内の起点と終点を示す。1922年（大正11年）に各自治体の道路元標の位置が定められたが、起点および終点に自治体名のみが指定された府県道は、基本的にこの道路元標が起点または終点となる。なお、認定時の告示では旧字体で表記されていたが、現在新字体で表記されている自治体・地名は新字体で一覧表記をしている。
- 長野甲府線（長野市 - 山梨県界南佐久郡南牧村）
- 長野飯田線（長野市 - 下伊那郡飯田町）
- 長野福島線（長野市 - 西筑摩郡福島町）
- 長野大町線（長野市 - 北安曇郡大町）
- 長野須坂線（長野市 - 上高井郡須坂町）
- 長野中野線（長野市 - 下高井郡中野町）
- 軽井沢停車場線（北佐久郡東長倉村（軽井沢峠） - 軽井沢停車場）
- 小諸停車場線（北佐久郡小諸町 - 小諸停車場）
- 臼田野沢線（南佐久郡臼田町 - 南佐久郡野沢町）
- 野沢富岡線（南佐久郡野沢町 - 群馬県界南佐久郡内山村）
- 本牧野沢線（北佐久郡本牧村 -南佐久郡野沢町）
- 本牧田中停車場線（北佐久郡本牧村 - 田中停車場）
- 上田中之条線（上田市 - 群馬県界小県郡長村）
- 上田松本線（上田市 - 松本市）
- 上田別所線（上田市 - 小県郡別所村）
- 上田下諏訪線（上田市 - 諏訪郡下諏訪町）
- 上田停車場線（上田市 - 上田停車場）
- 下諏訪甲府線（諏訪郡下諏訪町 - 山梨県界諏訪郡落合村）
- 上諏訪高遠線（諏訪郡上諏訪町 - 上伊那郡高遠町）
- 神宮寺宮川線（諏訪郡中洲村神宮寺 - 諏訪郡宮川村）
- 下諏訪伊那線（諏訪郡下諏訪町 - 上伊那郡伊那町）
- 下諏訪停車場線（諏訪郡下諏訪町 - 下諏訪停車場）
- 岡谷停車場線（諏訪郡平野村字岡谷 - 岡谷停車場）
- 辰野停車場線（上伊那郡伊那富村字辰野 - 辰野停車場）
- 伊那高遠線（上伊那郡伊那町 - 上伊那郡高遠町）
- 飯田本郷線（下伊那郡飯田町 - 愛知県界下伊那郡旦開村）
- 飯田名古屋線（下伊那郡飯田町 - 愛知県界下伊那郡根羽村）
- 飯田豊橋線（下伊那郡飯田町 - 愛知県界下伊那郡根羽村）
- 飯田中津川線（下伊那郡飯田町 - 岐阜県界西筑摩郡山口村）
- 福島停車場線（西筑摩郡福島町 - 福島停車場）
- 塩尻停車場線（東筑摩郡塩尻村 - 塩尻停車場）
- 松本高山線（松本市 - 岐阜県界西筑摩郡奈川村）
- 松本停車場線（松本市 - 松本停車場）
- 松本本郷線（松本市 - 東筑摩郡本郷村（浅間温泉））
- 西条停車場線（東筑摩郡本城村 - 西条停車場）
- 松本糸魚川線（松本市 - 新潟県界北安曇郡北小谷村）
- 豊科田沢停車場線（南安曇郡豊科町 - 田沢停車場）
- 池田明科停車場線（北安曇郡池田町 - 明科停車場）
- 東穂高明科停車場線（南安曇郡東穂高村 - 明科停車場）
- 篠ノ井水内線（更級郡篠ノ井町 - 水内郡水内村）
- 稲荷山屋代停車場線（更級郡稲荷山町 - 屋代停車場）
- 屋代松代線（埴科郡屋代町 - 埴科郡松代町）
- 松代篠ノ井停車場線（埴科郡松代町 - 篠ノ井停車場）
- 松代須坂線（埴科郡松代町 - 上高井郡須坂町）
- 中野須坂線（下高井郡中野町 - 上高井郡須坂町）
- 中野平穏線（下高井郡中野町 - 下高井郡平穏村（上林温泉））
- 中野飯山線（下高井郡中野町 - 下水内郡飯山町）
- 長野停車場線（長野市 - 長野停車場）
- 安茂里長野停車場線（上水内郡安茂里村 - 長野停車場）
- 長野松代線（長野市 - 埴科郡松代町）
- 吉田停車場線（上水内郡吉田町 - 吉田停車場）
- 豊野停車場線（上水内郡神郷村 - 豊野停車場）
- 神郷小布施線（上水内郡神郷村 - 上高井郡小布施村）
- 柏原停車場線（上水内郡柏原村 - 柏原停車場）
- 飯山豊郷線（下水内郡飯山町 - 下高井郡豊郷村（野沢温泉））
- 飯山高田線（下水内郡飯山町 - 新潟県界下水内郡柳原村）
- 飯田和田線（下伊那郡飯田町 - 下伊那郡和田村）

## 過去に路線名の変更があった県道一覧（平成分）
路線の変更、路線認定の改正、路線名の変更により、路線名が変更になったもの。名称のみの変更の他、起終点に変更のあったものも含む。上記の主要地方道、一般県道の一覧と一部重複あり。
- 1994年（平成6年）4月1日変更・改正
  - 幸助飯田線 （長野県道8号飯田南木曽線へ）
  - 陸郷穂高線 （長野県道85号穂高明科線へ）
  - 青具神城停車場線 （長野県道33号白馬美麻線へ）
  - 伴野小諸線 （長野県道78号佐久小諸線へ）
  - 手塚原米川飯田線 （長野県道83号下条米川飯田線へ）
  - 横沢東部線 （長野県道4号真田東部線へ）
  - 越木曽福島線 （長野県道20号開田三岳福島線へ）
  - 松本運動公園線 （長野県道115号松本平広域公園線へ）
- 1996年（平成8年）4月1日改正
  - 松本飛行場線 （長野県道296号松本空港線へ）
  - 三留野停車場線 （長野県道264号南木曽停車場線へ）
  - 小川内中川原線 （長野県道446号大河内中川原線へ）
- 2002年（平成14年）12月26日変更
  - 柏矢丁田沢停車場線 （長野県道310号柏矢町田沢停車場線へ）
- 2003年（平成15年）9月1日変更
  - 大町麻績インター戸倉線 （長野県道55号大町麻績インター千曲線へ）
  - 白石更埴線 （長野県道392号白石千曲線へ）
  - 上田更埴長野自転車道線 （長野県道462号上田千曲長野自転車道線へ）
  - 聖高原戸倉線 （長野県道498号聖高原千曲線へ）
- 2004年（平成16年）4月1日変更
  - 東部嬬恋線 （長野県道94号東御嬬恋線へ）
- 2004年（平成16年）11月1日変更
  - 高根富士見線 （長野県道11号北杜富士見線へ）
- 2006年（平成18年）3月16日変更
  - 茅野小淵沢韮崎線 （長野県道17号茅野北杜韮崎線へ）
- 2010年（平成22年）12月24日変更
  - 中津川山口線（長野県道6号中津川田立線へ）
- 2011年（平成23年）4月1日変更
  - 下仁田佐久線（長野県道108号下仁田佐久穂線へ）
- 2012年（平成24年）10月4日変更
  - 豊科インター堀金線（長野県道57号安曇野インター堀金線へ）

## 過去に廃止された県道一覧（平成分）
同名で新たに認定されたものを含む。括弧内はその路線を継承した主な国道・県道を示す。上記の主要地方道、一般県道の一覧と一部重複あり。
- 1993年（平成5年）4月1日廃止
  - 福岡南木曽線 （国道256号へ）
  - 上田茅野線 （国道152号へ）
  - 伊那高遠線 （国道361号へ）
  - 更埴明科線 （国道403号へ）
  - 中野更埴線 （国道403号へ）
  - 津南秋山長野原線 （国道405号へ）
  - 阿南南信濃線 （国道418号へ）
- 1993年（平成5年）5月11日廃止
  - 飯山浦川原線 （国道403号へ）
- 1994年（平成6年）4月1日廃止
  - 見上信濃川上停車場線 (長野県道2号川上佐久線へ）
  - 栗尾川又線 （長野県道2号川上佐久線、長野県道472号栗尾見上線へ）
  - 中込小海線 （長野県道2号川上佐久線へ）
  - 福島御岳線 （長野県道473号上松御岳線へ）
  - 才児上松線 （長野県道473号上松御岳線へ）
  - 扇沢信濃大町停車場線 （長野県道45号扇沢大町線、長野県道474号信濃大町停車場線へ）
  - 丹波島篠ノ井線 （長野県道77号長野上田線へ）
  - 篠ノ井稲荷山線 （長野県道77号長野上田線へ）
  - 上田稲荷山線 （長野県道77号長野上田線へ）
  - 追分小諸線 （長野県道80号小諸軽井沢線へ）
  - 丸子東部線 （長野県道81号丸子東部インター線へ）
  - 祢津田中停車場線 （長野県道81号丸子東部インター線へ）
  - 戸隠信州新町線 （長野県道86号戸隠篠ノ井線、長野県道475号信州新中条線へ）
  - 村山篠ノ井停車場線 （長野県道86号戸隠篠ノ井線へ）
  - 大萱荒井線 （長野県道87号伊那インター線、長野県道88号伊那箕輪線へ）
  - 沢尻箕輪線 （長野県道88号伊那箕輪線へ）
  - 富士見台公園線 （長野県道89号園原インター線、長野県道477号富士見台公園線へ）
  - 飯山山ノ内線 （国道403号、長野県道478号湯田中停車場線へ）
- 1995年（平成7年）4月1日廃止
  - 稲子松原湖停車場線 （長野県道480号松原湖高原線へ）
  - 大川大屋停車場線 （長野県道483号大屋停車場田沢線へ）
  - 田原車屋線 （長野県道488号車屋大久保線へ）
  - 天竜峡停車場羽入田線 (長野県道492号天竜峡停車場下平線へ）
  - 豊科大天井岳線 （長野県道495号豊科大天井岳線へ）
  - 美麻八坂線 （長野県道497号美麻八坂線へ）
  - 聖高原上山田線 （長野県道498号聖高原戸倉線へ）
  - 新道上今井停車場線 （長野県道505号三水中野線へ）
  - 上今井停車場線 （長野県道505号三水中野線へ）
  - 上今井停車場安源寺線 （長野県道505号三水中野線へ）
- 1997年（平成9年）4月1日廃止
  - 飯綱高原浅川線 （長野県道506号戸隠高原浅川線へ）
- 2000年（平成12年）11月27日廃止
  - 八ヶ岳高原下久保線 （長野県道484号富士見原茅野線へ）
- 2009年（平成21年）1月13日廃止
  - 北野森宮野原停車場線 （長野県道507号秋山郷森宮野原停車場線へ）
- 2011年（平成23年）6月30日廃止[6]
  - 上松停車場線
  - 荻原小川線
- 2018年（平成30年）4月1日廃止
  - 長野停車場岡田線

## 管轄建設事務所
各地域の建設事務所がその管内の県道と指定区間以外の国道の管理を行っている。ここでは長野県内の建設事務所の一覧およびその管内の自治体の一覧を示す。旧来は郡単位での管轄であったが、市町村合併による自治体の変遷により、北信地方のように同一郡内の自治体が異なる建設事務所の管轄となっている場合もある。なお「建設事務所の管轄区域の特例」として、複数の建設事務所の管内にまたがる県道を、どちらか一方の建設事務所がすべて管理する場合もある。
- 東信地方
  - 佐久建設事務所：佐久市、小諸市、南佐久郡（小海町、川上村、南牧村、南相木村、北相木村、佐久穂町）、北佐久郡（軽井沢町、御代田町、立科町）
  - 上田建設事務所：上田市、東御市、小県郡（青木村、長和町）
- 南信地方
  - 諏訪建設事務所：岡谷市、諏訪市、茅野市、諏訪郡（下諏訪町、富士見町、原村）
  - 伊那建設事務所：伊那市、駒ヶ根市、上伊那郡（辰野町、箕輪町、飯島町、南箕輪村、中川村、宮田村）
  - 飯田建設事務所：飯田市、下伊那郡（松川町、高森町、阿南町、阿智村、平谷村、根羽村、下條村、売木村、天龍村、泰阜村、喬木村、豊丘村、大鹿村）
- 中信地方
  - 松本建設事務所：松本市、塩尻市、東筑摩郡（麻績村、生坂村、山形村、朝日村、筑北村）
  - 安曇野建設事務所：安曇野市
  - 大町建設事務所：大町市、北安曇郡（池田町、松川村、白馬村、小谷村）
  - 木曽建設事務所：木曽郡（上松町、南木曽町、木祖村、王滝村、大桑村、木曽町）
- 北信地方
  - 千曲建設事務所：千曲市、埴科郡坂城町
  - 須坂建設事務所：須坂市、上高井郡（小布施町、高山村）
  - 長野建設事務所：長野市、上水内郡（信濃町、小川村、飯綱町）
  - 北信建設事務所：中野市、飯山市、下高井郡（山ノ内町、木島平村、野沢温泉村）、下水内郡栄村